# Aloe consobrina
Aloe consobrina é uma espécie de liliopsida do gênero Aloe, pertencente à família Asphodelaceae.